# Западен Буг
Западен Буг (на украински: За́хідний Буг; на беларуски: Захо́дні Буг; на полски: Bug; на руски: Западный Буг) е голяма река в Източна Европа протичаща по територията на Украйна (Лвовска и Волинска област), Беларус (Брестка област) и Полша (Люблинско, Подляско и Мазовско войводство) десен приток на Висла (по други данни ляв приток на Нарев). Дължина 831 km (по други данни, като приток на Нарев, 772 km), от които в Полша 646 km (четвърта по дължина в страната). Площ на водосборния басейн 73 470 km² (по други данни, без водосборния басейн на Нарев 39 420 km²), от които в Полша 53 334 km² (без водосбора на Нарев 19 284 km²).

## Географско описание

### Извор, течение, устие
Река Западен Буг води началото си от западната част на Подолското възвишение, в източната част на Лвовска област (Украйна), в село Крухов, на 335 m н.в. В най-горното си течение протича в северозападна посока, минава през град Буск, а при град Каменка Бугская завива на север. Преминава последователно през градовете Червоноград и Сокал, в района на село Олховое завива на запад и на протежение около 20 km протича по границата между Лвовска и Волинска област. В този участък протича по източната част на Люблинските възвишения. В района на полското село Голембе завива на север и на протежение около 240 km служи за граница между Украйна и Полша, а след това межд, Беларус и Полша. В района на полското село Немиров изцяло навлиза на полска територия, като в началото тече в северозападна посока, по границата между Люблинско, Подляско войводство, след което завива на запад и навлиза в Мазовско войводство. На 59 km преди устието си приема отдясно най-големия си приток Нарев (по други източници река Западен Буг е ляв приток на Нарев) и при град Нови Двор Мазовецки се влива отдясно в река Висла, на 66 m н.в.

### Притоци
Река Западен Буг получава множество по-големи и по-малки притоци:
- леви притоци – Золочевка, Думни, Верешица, Солокия (в Украйна), Хучва, Ухерка, Влодавка, Кшна, Точна, Ливец, Жондза, Чарна (в Полша);
- десни притоци – Белосток, Луга (в Украйна), Мухавец, Лесная, Пулва (в Беларус), Нужец, Брак, Нарев, Вкра (в Полша).[1]

### Хидроложки показатели
Река Западен Буг има високо пролетно пълноводие и епизодични есенни дъждовни прииждания. През зимата често явление е широкото разливане на реката в резултат на преждевременното топене на леденато покривка. Най-високи води се наблюдават през март и април, а най-ниски – главно през септември. Среден годишен отток при полския град Влодава (там се събират границите на Полша, Украйна и Беларус) 52,3 m³/s. Замръзва в края на декември, а се размразява през втората поливина на март.

## Стопанско значение
Чрез река Мухавец и река Пина (ляв приток на Припят, десен приток на Днепър) чрез Днепровско-Бугския канал се свързва с река Днепър. Чрез река Нарев и десният ѝ приток Бебжа, Августовският плавателен канал и река Черна Ганча (ляв приток на Неман) се свързва с река Неман.

## Градове
По бреговете на реката са разположени следните градове:
- Украйна – Буск, Каменка Бугская, Сосновка, Червоноград, Сокал, Устилуг;
- Беларус – Брест;
- Полша – Влодава, Тереспол, Дрохичин, Вишков.